# Schallintensität
| Schallgrößen |
| --- |
| - Schallauslenkung {\displaystyle \xi } - Schalldruck {\displaystyle p} - Schalldruckpegel {\displaystyle L_{p}} - Schallenergiedichte {\displaystyle E} - Schallenergie {\displaystyle W} - Schallfluss {\displaystyle q} - Schallgeschwindigkeit {\displaystyle c_{\text{S}}} - Schallimpedanz {\displaystyle Z} - Schallintensität {\displaystyle I} - Schallleistung {\displaystyle P_{\text{ak}}} - Schallschnelle {\displaystyle v} - Schallschnelleamplitude {\displaystyle v} - Schallstrahlungsdruck |

Die Schallintensität (Formelzeichen I), die zu den Schallenergiegrößen gehört, bezeichnet die Schallleistung, die je Flächeneinheit durch eine durchschallte Fläche tritt. Die zugehörige logarithmische Größe ist der Schallintensitätspegel. Für die Messung der Schallintensität wird meistens die Zweimikrofontechnik (siehe unten) eingesetzt. Manchmal wird die Schallintensität auch als Schallenergieflussdichte bezeichnet.

## Definition
Mit der Schallintensität kann der „Energiefluss“ in Schallfeldern punktförmig beschrieben werden. Die Schallintensität gibt an, wie groß der „Energiebelag“ in einem Raumpunkt ist und in welche Richtung sich dort die Energie ausbreitet. Sie berechnet sich aus dem Produkt von Schallschnelle v und Schalldruck p. Die Schallintensität ist, ebenso wie die Schallschnelle, eine gerichtete Größe:
{\displaystyle {\vec {I}}=p\;{\vec {v}}\,}. (1)
Durch die Integration der Schallintensität über die betrachtete Fläche erhält man die Schallleistung, die durch diese Fläche hindurchtritt, wobei für jedes Flächenstück nur die senkrecht zur Fläche gerichteten Anteile einen Einfluss auf die Bestimmung der Schallleistung haben. Mathematisch entspricht dieser Zusammenhang dem Skalarprodukt des Schallintensitäts-Vektors mit einem Flächenvektor, wobei der Flächenvektor senkrecht zum jeweiligen Flächenstück ausgerichtet ist:
{\displaystyle P_{ak}=\int _{A}^{}{\vec {I}}\cdot d{\vec {A}}\,}
Die Einheit der Intensität ist W/m². Die Schallintensität ist eine Schallenergiegröße. Im Gegensatz hierzu ist der Schalldruck eine Schallfeldgröße.

## Schallintensitätspegel
Gebräuchlich ist auch die Angabe des Betrags der Schallintensität als Schallintensitätspegel LI in Dezibel (dB):
{\displaystyle L_{I}=10\lg \left({\frac {|{\vec {I}}|}{I_{0}}}\right)\,\mathrm {dB} }
mit dem genormten Bezugswert I0 = 10−12 W/m².

## Ebene Welle und Kugelwelle
Im Schallfeld einer ebenen Welle ergibt sich die Schallintensität aus dem Produkt der Effektivwerte von Schalldruck p und Schallschnelle v.
{\displaystyle I={\frac {1}{T}}\int \limits _{0}^{T}p(t)\cdot v(t)\,\mathrm {d} t\,}
Für eine Kugelschallquelle gilt für die Intensität in Abhängigkeit vom Abstand r:
{\displaystyle I(r)={\dfrac {P_{ak}}{A}}={\dfrac {P_{ak}}{4\cdot \pi \cdot r^{2}}}\,}
Hierbei ist Pak die Schallleistung und A die Kugeloberfläche einer gedachten Kugel mit dem Radius r. Es gilt also:
{\displaystyle I\sim {\dfrac {1}{r^{2}}}\,}
{\displaystyle {\dfrac {I_{2}}{I_{1}}}={\dfrac {{r_{1}}^{2}}{{r_{2}}^{2}}}\,}
{\displaystyle I_{2}=I_{1}\cdot {\dfrac {{r_{1}}^{2}}{{r_{2}}^{2}}}\,}
{\displaystyle I_{1}\,} = Schallintensität bei kleinerem Abstand {\displaystyle r_{1}\,}

{\displaystyle I_{2}\,} = Schallintensität bei größerem Abstand {\displaystyle r_{2}\,}
Somit nimmt die Schallintensität als Schallenergiegröße im Freifeld mit 1/r2 der Entfernung von einer punktförmigen Schallquelle ab, während dagegen der Schalldruck als Schallfeldgröße lediglich mit 1/r der Entfernung von einer punktförmigen Schallquelle abnimmt (Abstandsgesetz).
Die Schallintensität {\displaystyle I\,} benutzt man
- um ein Schallfeld an einem beliebigen Punkt zu beschreiben
- als Zwischenschritt zur Bestimmung der durch eine Fläche tretende Schallleistung
- als Zwischenschritt zur Messung der Schallleistung einer Schallquelle.

Die Schallintensität I in W/m² ist bei einer ebenen fortschreitenden Welle:
{\displaystyle I=p\cdot v={\dfrac {p^{2}}{Z}}=Z\cdot v^{2}=\xi ^{2}\cdot \omega ^{2}\cdot Z={\dfrac {a^{2}\cdot Z}{\omega ^{2}}}=E\cdot c={\dfrac {P_{ak}}{A}}\,}. (9)
Hierbei stehen die Formelzeichen für folgende Größen:
| Symbol                                               | Einheiten     | Bedeutung                                   |
| ---------------------------------------------------- | ------------- | ------------------------------------------- |
| I                                                    | W/m2          | Schallintensität                            |
| p                                                    | Pascal = N/m² | Schalldruck                                 |
| v                                                    | m/s           | Schallschnelle                              |
| Z = c · ρ                                            | N·s/m3        | Schallkennimpedanz, Akustische Feldimpedanz |
| ρ                                                    | kg/m3         | Luftdichte, Dichte der Luft (des Mediums)   |
| a                                                    | m/s2          | Schallbeschleunigung                        |
| ξ                                                    | m, Meter      | Schallauslenkung                            |
| {\displaystyle \omega } = 2 {\displaystyle \pi } · f | rad/s         | Kreisfrequenz                               |
| f                                                    | Hertz         | Frequenz                                    |
| E                                                    | W·s/m3        | Schallenergiedichte                         |
| Pak                                                  | W, Watt       | Schallleistung                              |
| A                                                    | m2            | Durchschallte Fläche                        |
| c                                                    | m/s           | Schallgeschwindigkeit                       |

## Messung der Schallintensität mit der Zweimikrofontechnik
Eine Intensitäts-Messsonde muss Signale liefern, aus denen am Messort zwei Feldgrößen, der Schalldruck p(t) und die Schnellekomponente vn(t) bestimmt werden können. Die Messung des Schalldrucks kann auf einfache Weise mit einem Messmikrofon erfolgen. Schwieriger ist die Bestimmung der Schallschnelle. Hierzu können z. B. Miniatur-Ultraschallsender und -empfänger verwendet werden. Diese werden nahe beieinander in Messrichtung angeordnet. Die im Empfängersignal auftretende Frequenzänderung des Ultraschallsignals durch den Dopplereffekt kann dann als Maß für die Schallschnelle herangezogen werden.
Am gebräuchlichsten ist es jedoch, den in der Euler-Gleichung beschriebenen Zusammenhang zwischen Druck und Schnelle auszunutzen. Die Schallschnelle-Komponente vn in einer bestimmten Raumrichtung n lässt sich dann wie folgt berechnen:
{\displaystyle v_{n}(t)=-{\frac {1}{\rho }}_{0}\int {\frac {dp(t)}{dn}}dt\,}. (10)

Prinzipielle Messanordnung bei der Zweimikrofontechnik

Da eine Bestimmung des Differentialquotienten des Schalldrucks mit einfachen Mitteln nicht möglich ist, wird an zwei dicht benachbarten Orten, deren Verbindungslinie in Raumrichtung n liegt, der Schalldruck gemessen und der Differenzenquotient gebildet. Diese Methode wird als Zweimikrofontechnik bezeichnet. Die hierbei eingesetzte Sonde besteht aus zwei speziell im Phasenverhalten ausgesuchten Mikrofonen, die in kleinem Abstand Δ r nebeneinander angeordnet sind und erfasst die an den beiden Orten empfangenen Schalldrücke pA und pB.
Die Schallschnellekomponente vn in Richtung n lässt sich nun, analog zu Gl. (10), folgendermaßen bestimmen
{\displaystyle v_{n}(t)=-{\frac {1}{\rho }}_{0}\int {\frac {p_{B}(t)-p_{A}(t)}{\Delta r}}dt\,}. (11)
Der Schalldruck p(t) berechnet sich als Mittelwert von pA(t) und pB(t):
{\displaystyle p(t)={\frac {p_{A}(t)+p_{B}(t)}{2}}\,}. (12)
Setzt man Gl. (11) und (12) in Gl. (1) ein, so ergibt sich damit für die Schallintensität:
{\displaystyle I_{n}(t)=-{\frac {p_{A}(t)+p_{B}(t)}{2\rho _{0}\Delta r}}\int [p_{B}(t)-p_{A}(t)]dt\,}. (10)

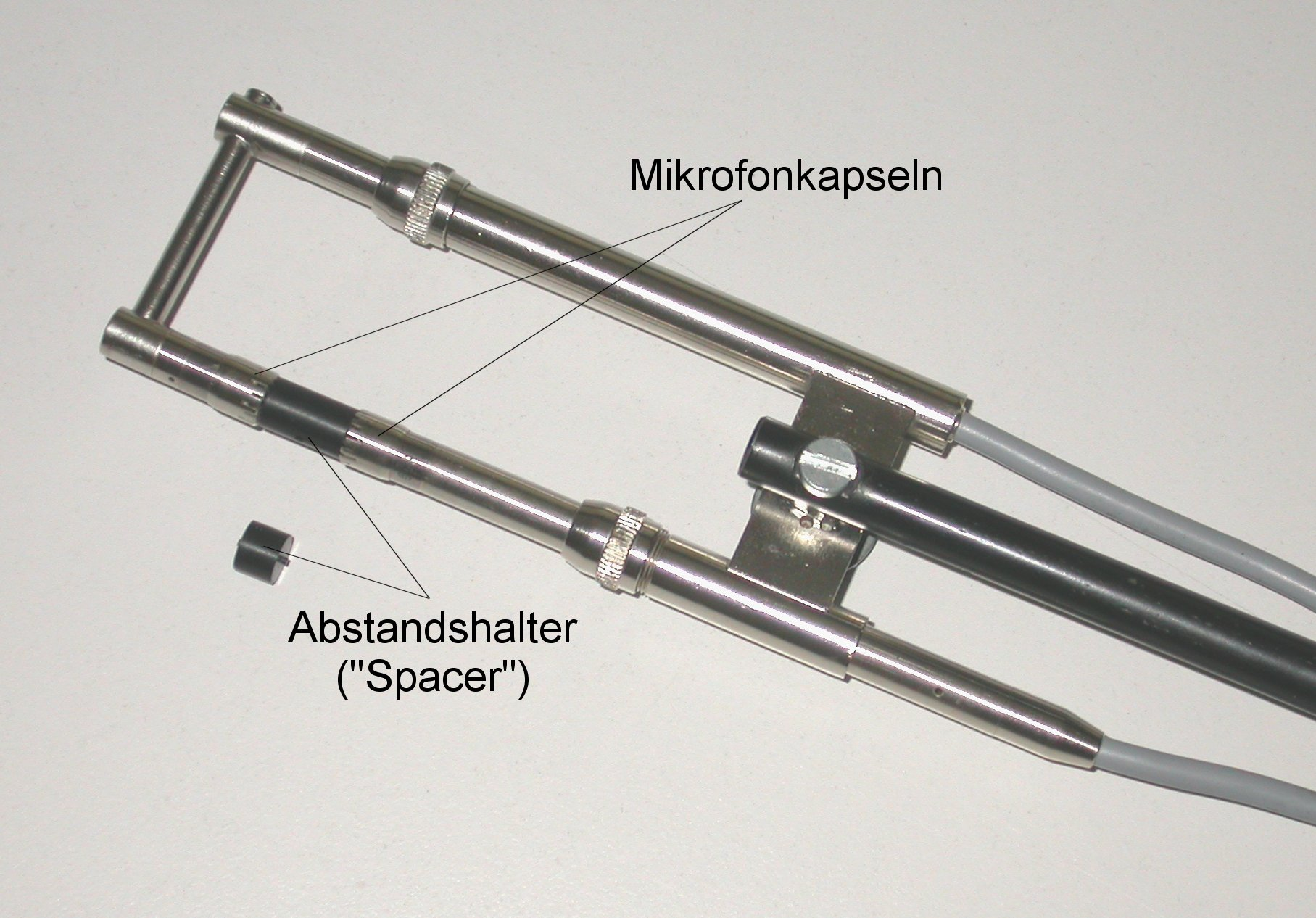
Handelsübliche Schallintensitätssonde mit unterschiedlich langen Abstandshaltern

Der Abstand Δ r der Mikrofone bestimmt den Frequenzbereich der Sonde. Daher kommen für unterschiedliche Frequenzbereiche verschieden lange Abstandshalter zum Einsatz.
Bei kleinen Frequenzen, also großen Wellenlängen, werden größere Mikrofonabstände gewählt, um die Druckdifferenzen zwischen den beiden Mikrofonen nicht zu klein werden zu lassen und damit die Messfehler durch unterschiedliche Signallaufzeiten und Messgenauigkeiten in den beiden Messkanälen klein zu halten. Bei hohen Frequenzen werden dagegen kleinere Mikrofonabstände eingestellt. Hier ist der Frequenzbereich dadurch begrenzt, dass der Differenzenquotient zur Bestimmung der Schallschnelle im Vergleich zum Differentialquotienten ab einer bestimmten Frequenz keine ausreichend genauen Ergebnisse mehr liefert.